# Cannaboides betsileensis
Cannaboides betsileensis är en växtart i släktet Cannaboides och familjen flockblommiga växter.
Arten är en perenn ört som förekommer på centrala Madagaskar. Den beskrevs först som Heteromorpha betsileensis av Jean-Henri Humbert 1956, och fick sitt nu gällande namn av Ben-Erik van Wyk 1999.